# Брадавичасте змије
{{Taxobox
| name = Брадавичасте змије
| image = Acrochordus javanicus - 1700-1880 - Print - Iconographia Zoologica - Special Collections University of Amsterdam - UBA01 IZ11900001.tif
|image_caption=| regnum = 
| phylum = 
| classis = 
| ordo = 
| familia = 
| genus = 
| fossil_range = Средњи миоцен
| subordo = 
| infraordo = 
| synonyms = * -{Acrochordina - Bonaparte, 1831
- -{Acrochordidae - Bonaparte, 1840
- Acrochorniens - A.M.C. Duméril, 1853
- Acrochordidae - Jan, 1863
- Acrochordinae - Boulenger, 1893
- Acrochordoidae - McDowell, 1975
- Acrochordini - Dowling & Duellman}-,}- 1978[2]

- -{Acrochordus - Hornstedt, 1787
- Chersydrus - Cuvier, 1817
- Chersidrus - Oken, 1817
- Acrochordus - Gray, 1825
- Chersydreas - Gray, 1825
- Chershydrus - Bonaparte, 1831
- Verrucator - Schlegel, 1837
- Chersydraeas - Gray, 1849
- Potamophis - Schmidt, 1852
- Chersydraeus - Duméril, Bibron & Duméril, 1854
- Acrochordus - Boulenger, 1893}-[2]

| familia_authority = , 1831
| genus_authority = , 1787
}}
Брадавичасте змије (Acrochordidae) су монофилетска породица змија, којој припада род Acrochordus са три врсте: Acrochordus arafurae, A. granulatus и A. javanicus. Према ранијој систематици, породици је припадао и род Chersydrus.

## Станиште
Живе у води, коју не напуштају ни ради полагања јаја, јер су ововивипарне. У води се и хране, односно лове рибу, па зато јаванска врста има дугачке секутиће.

## Ареал
Пронађене су у западној Индији и Шри Ланки преко тропске области југоисточне Азије до Филипина, на југу од индонезијско/малезијске групе острва до Тимора, на истоку од Нове Гвинеје до северне обале Аустралије, све до острва Мусау, Бизмарковог архипелага и Гвадалканала на Соломоновим острвима.